# كشر (بني قيس الطور)

تعديل مصدري - تعديل

كشر هي إحدى قرى عزلة ربع الشمري بمديرية بني قيس الطور التابعة لمحافظة حجة، بلغ تعداد سكانها 77 نسمة حسب تعداد اليمن لعام 2004.